# Pyrausta griveaudalis
Pyrausta griveaudalis is een vlinder van de familie van de grasmotten (Crambidae). De wetenschappelijke naam van deze soort is voor het eerst voorgesteld door Pierre Viette in een publicatie uit 1978. De soort is vernoemd naar de Franse entomoloog Paul Griveaud die deze soort eind mei 1970 voor het eerst ontdekte in het noorden van Madagaskar. De spanwijdte van deze vlinder bedraagt 23 tot 27 millimeter.
De soort komt voor op Madagaskar.